# Jolanda Spiess-Hegglin

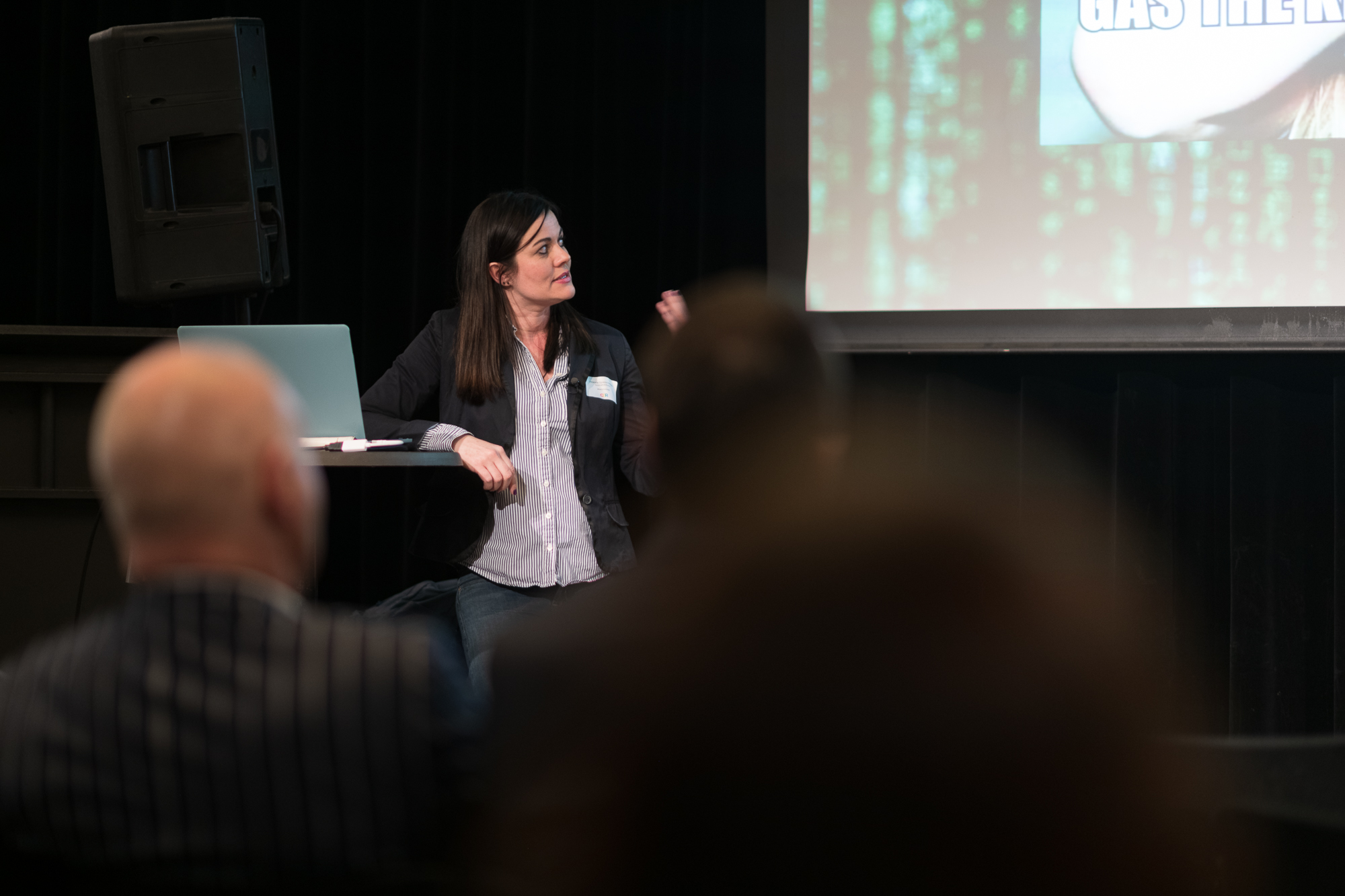
Jolanda Spiess-Hegglin (2017)

Jolanda Spiess-Hegglin (* 26. November 1980; heimatberechtigt in Menzingen und Zürich) ist Journalistin und eine ehemalige Schweizer Politikerin. Sie war von 2014 bis 2016 Kantonsrätin des Kantons Zug. Seither ist sie als Aktivistin insbesondere für Frauenrechte und gegen Digitale Gewalt aktiv.

## Leben
Jolanda Spiess-Hegglin arbeitete von 2003 bis 2009 beim Zentralschweizer Privatfernsehsender TeleTell als Videojournalistin und Produzentin. Von 2009 bis 2010 war sie Reporterin, Nachrichtensprecherin und Kantonsratskorrespondentin bei Radio Sunshine.
Spiess-Hegglin ist seit Sommer 2006 verheiratet und hat drei Kinder.

## Politische Laufbahn
2010 kandidierte Spiess-Hegglin für die Alternative – die Grünen für den Kantonsrat, mit dem besten Resultat der Nichtgewählten. 2011 kandidierte sie auf der Liste der Jungen Grünen für den Nationalrat als Unterstützungskandidatur für Jo Lang. 2013 wurde sie ins Co-Präsidium der «Alternativen – die Grünen Zug» gewählt, dem sie bis 2015 angehörte.
Im Sommer 2013 sammelte Spiess-Hegglin mit einem von ihr gegründeten Komitee Unterschriften für das Referendum gegen den Beschluss des Grossen Gemeinderats, den Schulkindern der Stadt Zug das Busabonnement nicht mehr zu vergünstigen. Das Stimmvolk nahm das Referendum am 24. November 2013 mit 60,5 % an.
Spiess-Hegglin ist Kritikerin des Rohstoffkonzerns Glencore. Am 23. Dezember 2013 forderte sie in einer Einzelinitiative, dass die Stadt Zug sich den Zürcher Gemeinden in der sogenannten «Säuliämter Spende-Bewegung» anschliessen soll, indem sie einen Teil der Glencore-Steuergelder in die Abbauländer zurückspendet. Als symbolischer Betrag sollten 100 000 Franken an Hilfswerke zurückfliessen; die Idee wurde vom Grossen Gemeinderat der Stadt Zug abgelehnt. Wegen dieser Forderung wurde Spiess-Hegglin vom Glencore-CEO Ivan Glasenberg zur Aussprache eingeladen.
Im Jahr 2014 verpasste Spiess-Hegglin bei den Zuger Stadtratswahlen – erstmals im Majorzverfahren durchgeführt – mit dem siebten Platz den Einzug in den fünfköpfigen Stadtrat. Im Herbst des Jahres wurde sie mit 2873 Stimmen in den Zuger Kantonsrat gewählt.
Im November 2015 trat sie aus der ALG-Kantonsratsfraktion aus, zum Jahresende erfolgte der Austritt aus der Grünen Partei. Per 1. Januar 2016 folgte der Eintritt in die Piratenpartei Zentralschweiz.
Ende Jahr 2016 trat sie aus dem Kantonsrat zurück.

## Vorkommnisse an der Zuger Landammannfeier 2014

### Verlauf
Am 20. Dezember 2014 fand in Zug die Landammannfeier statt, ein Fest der Zuger Regierung mit geladenen Gästen und der Zuger Politprominenz. Im Nachgang zur Feier gingen etwa fünfzig Gäste noch in eine Bar, darunter Jolanda Spiess-Hegglin und Markus Hürlimann, Präsident der SVP des Kantons Zug. Spiess-Hegglin gibt an, am folgenden Tag mit Unterleibsschmerzen, ohne Kater, aber mit Filmriss aufgewacht zu sein.
Sie begab sich ins Kantonsspital Zug, wo Blut- und Urintests durchgeführt wurden. Dabei sprach sie auch die Möglichkeit einer Intoxikation mit K.-o.-Tropfen an. Blut und Urin wurde Spiess-Hegglin erst am Abend im Spital abgenommen, obwohl sie schon am Vormittag danach verlangte. Weder die Blut- noch die Urintests führten zu einem Hinweis auf narkotisierende Stoffe. Da man GHB nur acht Stunden im Körper nachweisen kann, wurde im Laufe des Verfahrens zusätzlich eine Haarprobe untersucht, die ebenfalls negativ ausfiel. Allerdings kann eine negative Haarprobe die einmalige Aufnahme von GHB (Liquid Ecstasy) nicht ausschliessen. Als „K.o.-Mittel“ können weit über 100 verschiedene Wirkstoffe missbräuchlich eingesetzt werden.
Da ein Sexualdelikt vermutet wurde, verständigte das Spital die Strafverfolgungsbehörden. Es wurde die DNA eines SVP-Politikers im Unterleib von Spiess-Hegglin und eine weitere, unbekannte männliche DNA in ihrer Unterwäsche sichergestellt. In ihrem Blog vermutet Spiess-Hegglin, dass nicht nur sie, sondern auch Markus Hürlimann «ein Opfer verabreichter Substanzen» wurde.

### Rechtliche Auseinandersetzung zwischen den Beteiligten
Markus Hürlimann wurde aufgrund des dringenden Tatverdachts vorübergehend festgenommen, und es wurde ein Verfahren wegen Verdachts auf Schändung gegen ihn eröffnet. Im August 2015 wurde das Verfahren gegen Hürlimann eingestellt, da es «keine Hinweise auf eine Widerstandsunfähigkeit […] durch K.-o.-Tropfen oder andere Substanzen» gab und «das Verhalten von Spiess-Hegglin ‹nicht dem typischen Wirkungsprofil› von K.-o.-Tropfen entsprochen habe».
Hürlimann zeigte Spiess-Hegglin anschliessend mehrfach an, unter anderem wegen übler Nachrede und Verleumdung. Eine Anzeige gegen Spiess-Hegglin wegen Falschbeschuldigung wurde von der Zuger Staatsanwaltschaft zunächst nicht angenommen. Im November 2017 wurde nach einer Beschwerde Hürlimanns die Staatsanwaltschaft zur Anklageerhebung wegen mehrfacher üblen Nachrede, mehrfacher Verleumdung und falscher Anschuldigung gezwungen. Sie gab bekannt, dass sie eine Strafe von mehr als zwei Jahren fordern wird.
In einem aussergerichtlich geschlossenen Vergleich im März 2018 zog Markus Hürlimann seine Anzeigen wegen Ehrverletzung zurück. Das von Hürlimann angestossene Verfahren gegen Spiess-Hegglin wegen Falschbeschuldigung (Offizialdelikt) ging zurück an die Staatsanwaltschaft. Diese untersuchte und widerlegte die Vorwürfe, das Verfahren wurde eingestellt. In der Einstellungsverfügung vom 7. Mai 2018 hat die Staatsanwaltschaft festgehalten, Spiess-Hegglin habe davon ausgehen dürfen, Opfer eines Sexualdelikts geworden zu sein, auch wenn kein Täter ermittelt werden konnte. Sie habe niemanden falsch beschuldigt und sei dabei auch nicht planmässig vorgegangen.

### Medienreaktion
Viele Medien veröffentlichten eigene Mutmassungen und Thesen zu dem Vorfall. Radio Pilatus und das Onlinemagazin Vice verwendeten nach eigenen Angaben für ihre Berichterstattung die vollständigen Untersuchungsakten und zeichneten ein differenziertes Bild. Der Artikel von Vice wurde kurz nach Veröffentlichung wieder offline gestellt, da die Rechtsvertreter von Markus Hürlimann mit rechtlichen Schritten drohten. Zwei Blogger veröffentlichten den Text, der vor allem die Untersuchung der Zuger Staatsanwaltschaft kritisiert, trotzdem auf ihren Servern. Hürlimanns Anwalt veröffentlichte eine Gegendarstellung zum Vice-Artikel. Es handele sich bei dem Bericht um Eigenaussagen Spiess-Hegglins, nicht um eine ärztliche Feststellung.
Die gegen die identifizierende Berichterstattung der Boulevardzeitung Blick angestrengte Presseratsbeschwerde von Spiess-Hegglin wurde im Juni 2016 in allen Punkten gutgeheissen. Die Zeitung habe mit ihrem ersten Artikel Sex-Skandal um SVP Politiker vom 24. Dezember 2014 mit der Veröffentlichung der Namen und Porträtbilder der Beteiligten nicht nur den Journalistenkodex in mehreren Punkten verletzt, sondern mit der Identifizierung des mutmaßlichen Opfers auch den Opferschutz missachtet.
Spiess-Hegglin erstattete Ende 2015 Anzeige gegen den stellvertretenden Chefredaktor der Weltwoche, Philipp Gut. Dieser wurde vom Bezirksgericht Zürich am 15. Mai 2017 wegen übler Nachrede verurteilt. Gut hatte Spiess-Hegglin in einem Artikel im Herbst 2015 der Lüge bezichtigt; sie habe die Schändung bloss erfunden. Zeitgleich mit dem Erscheinen von Guts Artikel in der Weltwoche hatte Markus Hürlimann Spiess-Hegglin wegen Falschbeschuldigung angezeigt. In Strafanzeige und Weltwoche-Artikel wurden zum Teil identische Formulierungen verwendet. Akten aus der Strafuntersuchung, die Journalisten (CH Media) vorlagen, belegen, dass die Weltwoche und der Zuger SVP-Politiker dabei höchstwahrscheinlich in enger Absprache agiert haben. Das Urteil wurde von Gut angefochten, jedoch vom Zürcher Obergericht am 18. Juni 2019 bestätigt. Nach dieser Verurteilung entschuldigte sich die Luzerner Zeitung, zu welcher auch die Zuger Zeitung gehört, für Fehler in der vergangenen Berichterstattung zu Ungunsten von Jolanda Spiess-Hegglin.
Obwohl Philipp Gut rechtskräftig verurteilt wurde, hatte die Weltwoche es zunächst unterlassen, sich gegenüber Jolanda Spiess-Hegglin zu entschuldigen. Sie reichte eine Zivilklage ein. Mitte 2020 kam es schliesslich vor dem Friedensrichteramt der Stadt Zürich zu einer Einigung. Die Weltwoche gab zu, die Privatsphäre von Spiess-Hegglin verletzt zu haben, und publizierte am 2. Juli 2020 eine Zusammenfassung des Urteils. Sie gestand ein, dass der Artikel des ehemaligen stellvertretenden Chefredaktors Philipp Gut aus dem Jahr 2015 die Persönlichkeitsrechte von Spiess-Hegglin verletzt habe. Die Weltwoche signalisiere damit, dass Verleumdungen und Persönlichkeitsverletzungen in der Weltwoche keinen Platz haben sollten, sagte Spiess-Hegglin gegenüber dem Online-Kommunikationsmagazin Klein Report.
Anfang Juli 2017 interviewte Hansi Voigt, Gründer des Online-Portals Watson, zum ersten Mal Spiess-Hegglins Ehemann Reto Spiess. Dieser bewertete die Vorgehensweisen von Blick/Ringier und Michèle Binswanger vom Tages-Anzeiger als besonders verwerflich. Laut Hanspeter Spörri, ehemals Chefredaktor des Bund, seien die Geschehnisse nach der Landammannfeier und deren mediale Aufarbeitung nicht als Sexaffäre, sondern als Medienaffäre zu bezeichnen.
Im April 2018 publizierte die Süddeutsche Zeitung unter dem Titel Als wäre nichts geschehen ein mehrseitiges Porträt im SZ-Magazin über Jolanda Spiess-Hegglin. Fazit des Artikels war, dass es scheine, als habe Spiess-Hegglin ein bekanntes Muster ausser Kraft gesetzt, wonach ein Vergewaltigungsvorwurf nur auf zwei Arten enden könne: Entweder er wird verurteilt, oder sie wird verurteilt – und das passiere meistens ausserhalb des Gerichtssaals. Spiess-Hegglin habe einen dritten Weg gefunden: eine Rolle, in der sie das, was geschehen ist, als Teil ihres Lebens akzeptiert.
In der NZZ am Sonntag wurde im Juni 2018, also dreieinhalb Jahre nach den ungeklärten Vorfällen in Zug, mit Kein Journalist war in jener Nacht Zeuge ein Artikel veröffentlicht, der das Erlebte von Jolanda Spiess-Hegglin in Erzählform zusammenfasst.
Im Oktober 2018 wurde Jolanda Spiess-Hegglin vom Schweizer Reporter-Forum für das Eröffnungsreferat eingeladen. In der 20-minütigen Rede sprach sie ausführlich über ihre Sicht der Dinge und was ihr in der «medialen Hetzjagd» widerfahren sei. Sie sagte, es seien fast 2000 Artikel über sie erschienen. Von allen Artikeln des Jahres 2015 gebe es nur einen, der auf einer sorgfältigen Recherche beruhe.

### Medienrechtliche Aufarbeitung

#### Klage gegen Ringier/Blick
Am 10. Mai 2019 urteilte das Zuger Kantonsgericht, der Zürcher Ringier-Verlag habe gegenüber Jolanda Spiess-Hegglin eine «schwere Persönlichkeitsverletzung» begangen. Die Berichterstattung an Heiligabend 2014, als Blick erstmals ihren Namen nannte, sei «ein krasser Eingriff in die Intimsphäre» gewesen. Ringier muss Spiess-Hegglin eine Genugtuung in der Höhe von 20 000 Franken bezahlen. Darüber hinaus hat das Gericht Ringier verpflichtet, die Gerichtskosten in der Höhe von 6000 Franken zu bezahlen. Zudem muss Ringier Spiess-Hegglin auch eine Parteienentschädigung in der Höhe von gut 20 000 Franken überweisen. Beide Parteien erhoben Berufung. Am 24. August 2020 hat das Zuger Obergericht im Berufungsverfahren Jolanda Spiess-Hegglin gegen die Ringier AG das Urteil veröffentlicht. Das Gericht bestätigte die Persönlichkeitsverletzung durch die Blick-Berichterstattung anlässlich der Landammannfeier im Dezember 2014 gegenüber der damaligen Zuger Politikerin. Ringier-CEO Marc Walder entschuldigte sich bei Jolanda Spiess-Hegglin in einer Mitteilung auf Blick.ch. Walder schrieb in dem von ihm autorisierten Bericht: «Die Forderung von Jolanda Spiess-Hegglin nach einer gerichtlich angeordneten Publikation einer Entschuldigung hat nach dem Kantonsgericht nun auch das Obergericht abgelehnt. Wir wollen uns trotzdem entschuldigen bei Jolanda Spiess-Hegglin.».
Im August 2020 reichte Spiess-Hegglin eine Gewinnherausgabeklage gegen den Ringier-Konzern ein, welcher gegen 200 Blick-Artikel über Spiess-Hegglin zu verantworten hatte. Es sollten in einem ersten Schritt die Erträge der aus ihrer Sicht vier schlimmsten Blick-Artikel über Spiess-Hegglin eruiert und von der Ringier AG zurückgegeben werden. Dabei ging es zum ersten Mal in der Schweiz überhaupt darum, Gewinne aus digitalen Inhalten für eine Gewinnherausgabe zu bestimmen. Der Ringier-Konzern wurde dazu verpflichtet, alle Klick-Zahlen offenzulegen, zudem wurde der Anspruch auf Gewinnherausgabe vom Zuger Kantonsgericht inzwischen rechtskräftig bejaht. Im Januar 2025 verurteilte das Zuger Kantonsgericht Ringier zur Gewinnherausgabe von insgesamt 309 531 Franken plus fünf Prozent Zinsen. Damit ist es Spiess-Hegglin zum ersten Mal in der Schweizer Mediengeschichte gelungen, einen Medienkonzern erfolgreich auf Herausgabe von Gewinnen zu verklagen. Spiess-Hegglins Anwältin sprach von einem «Meilenstein im Medienrecht» und «neuen Maßstäben» für die Entschädigung von Boulevardmedien-Opfern. Ringier kündigte die Berufung am Zuger Obergericht an.

#### Klagen gegen Tamedia-Journalistin
Im Mai 2020 untersagte ein Einzelrichter des Zuger Kantonsgerichts erstinstanzlich der Tages-Anzeiger-Journalistin Michèle Binswanger per superprovisorischer Verfügung «persönlichkeitsverletzende» Äusserungen über Jolanda Spiess-Hegglin zu verbreiten. Hintergrund war Binswangers Buchprojekt rund um die Zuger Landammann-Feier. Binswangers Berufung vor dem Zuger Kantonsgericht war allerdings erfolgreich, die erstinstanzliche Entscheidung wurde aufgehoben. Spiess-Hegglin ging hiergegen mit einer Revision vor, diese wurde jedoch vom Schweizer Bundesgericht nicht bearbeitet. Nach einem erneuten Revisionsgesuch von Spiess-Hegglin lehnte es derselbe Richter wiederum ab, den Fall zu bearbeiten, was zur Folge hatte, dass sich Spiess-Hegglin an den Europäischen Gerichtshof für Menschenrechte wandte. Ihre Klage «Spiess-Hegglin vs. Switzerland» wurde – als eine von 1,5 % aller Klagen aus der Schweiz – vom EGMR angenommen. Im Herbst 2023 wurde dem Bundesrat ein Fragekatalog zugestellt. Sollten Vergleichsgespräche scheitern, wird der EGMR ein Urteil fällen und entscheiden, ob Spiess-Hegglins Rechte vom Bundesgericht verletzt wurden. Die Tages-Anzeiger-Journalistin nutzte derweil die zeitliche Lücke, in welcher Spiess-Hegglin vom Bundesgericht keinen Schutz erhielt, und publizierte ihr Buch im Februar 2023 unter dem Titel Die Zuger Landammann-Affäre. Eine Recherche im Eigenverlag, da Binswanger keinen Schweizer Verlag gefunden hatte. Das Buch wurde in mehreren Medien besprochen und hatte zur Folge, dass Spiess-Hegglin 197 Passagen des Textes einklagte. Ein Urteil steht aus.
Spiess-Hegglin zeigte Binswanger aufgrund eines privat geäusserten Tweets, in welchem sie Spiess-Hegglin wiederum der Falschbeschuldigung bezichtigte, wegen übler Nachrede an. Binswanger wurde im Juli 2021 von der Staatsanwaltschaft Basel-Stadt wegen Verleumdung verurteilt. Tamedia akzeptierte das Urteil nicht und zog den Straffall einer privaten Äusserung ihrer Journalistin ans Strafgericht weiter, wo Michèle Binswanger im Mai 2023 erneut wegen Verleumdung verurteilt wurde. Michèle Binswanger wurden am Gerichtsprozess in Basel erstmals Ausschnitte aus dem ersten Einvernahmevideo von Jolanda Spiess-Hegglin abgespielt. Laut anwesenden Medienschaffenden, Spiess-Hegglin selbst und einem Anwalt, welcher für einen Podcast ebenfalls Zugang zum gesamten Video erhalten hatte, widersprachen sich Binswangers These und Spiess-Hegglins Aussagen anlässlich ihrer polizeilichen Einvernahme vom 22. Dezember 2014 diametral. Dem schriftlich begründeten Verleumdungsurteil ist unter anderem auch erstmals eine behördliche Einordnung zur Auseinandersetzung zwischen der Tages-Anzeiger-Journalistin und der ehemaligen Politikerin zu entnehmen. Der Richter hält fest, dass die Journalistin von Anfang an Stellung gegen Spiess-Hegglin bezogen und immer wieder Artikel und Tweets zu Spiess-Hegglins Ungunsten veröffentlicht habe, was obsessiv erscheine. Es sei unter anderem Michèle Binswanger anzulasten, dass die Diskussion um die Zuger Landammannfeier, welche das Leben sowohl von Jolanda Spiess-Hegglin wie auch von Markus Hürlimann seit Jahren negativ beeinflusse, noch immer Gesprächsthema in der Öffentlichkeit sei. Auch über Binswangers «Nachtatverhalten» äusserte sich der Basler Gerichtspräsident schriftlich: Der Beschuldigten könne weder ein Geständnis noch Einsicht oder Reue zugehalten werden. Während des gesamten Strafverfahrens wie auch anlässlich der Hauptverhandlung sei die «Verbissenheit», mit der sich Michèle Binswanger der so genannten Landammann-Affäre und Jolanda Spiess-Hegglin widme, «deutlich spürbar». Das Strafmass wurde vom Gerichtspräsidenten erhöht. Binswanger sprach in der Folge von einem «Skandalurteil» und meldete Berufung an.
Am 17. Juni 2025 hat das Appellationsgericht des Kantons Basel-Stadt das Urteil wegen Verleumdung gegen die Tages-Anzeiger-Autorin Michèle Binswanger vollumfänglich bestätigt. Bei der Urteilseröffnung sagte der Gerichtspräsident, Medienfreiheit schütze nicht davor, «Falschbehauptungen» aufstellen zu können. Die Journalistin habe «wider besseren Wissens» einen alten Vorwurf gegen die ehemalige Grüne Zuger Kantonsrätin aufgewärmt.
Spiess-Hegglins medienrechtliche Aufarbeitung wurde von 3sat in der dreiteiligen Serie Starke Frauen dokumentiert.

## Aktivismus
Spiess-Hegglin engagiert sich seit 2016 gegen geschlechterbedingte Ungerechtigkeiten und ist insbesondere für Frauenrechte und gegen Digitale Gewalt aktiv.
Zusammen mit Irina Studhalter gründete Jolanda Spiess-Hegglin im Oktober 2016 den Verein #NetzCourage, mit dem sie als Geschäftsführerin Betroffenen von Digitaler Gewalt Hilfe anbietet. Nach eigener Angabe hat Jolanda Spiess-Hegglin als Geschäftsführerin des Vereins #NetzCourage bis dato gegen 200 Anzeigen geschrieben, von welchen die meisten mit einem Strafbefehl oder einem Vergleich abgeschlossen würden. #NetzCourage erweiterte die Tätigkeit, indem der Verein für Firmen oder NGOs Referate oder Workshops anbietet und an Schulen unterrichtet.
Im November 2019 wurde Jolanda Spiess-Hegglin für den #DigitalFemaleLeaderAward nominiert und stand in Bonn als eine der drei Frauen in der Kategorie #SocialHero im Final. Im Frühling 2021 wurde Jolanda Spiess-Hegglin mit dem Ida-Somazzi-Preis geehrt. Mit dem Somazzi-Preis von 10 000 Franken ehrte die Somazzi-Stiftung die Pionierarbeit von Spiess-Hegglin für mehr Respekt und Menschenwürde und gegen den Hass im Internet. Für den von #NetzCourage entwickelten DickPic-Anzeigegenerator #NetzPigCock wurde Spiess-Hegglin im September 2021 mit dem #FemBizSwiss-Award in der Kategorie Innovation ausgezeichnet. Mit dem #NetzPigCock wurden während den ersten 30 Betriebstagen 1'178 Anzeigen wegen Pornographie generiert.

## Kontroverse
Im Juni 2021 sorgte Spiess-Hegglin für Kritik, indem sie auf Twitter einen Beitrag mit einer Fotomontage likte, die Michèle Binswangers abgetrennten Kopf neben einer Guillotine zeigt. Daraufhin entschuldigte sich Spiess-Hegglin für diesen «Fehler» und bezeichnete den «satirischen Beitrag» als verletzend. Als Konsequenz wurde #NetzCourage vom Eidgenössischen Büro für die Gleichstellung von Frau und Mann (EBG) gemahnt. Der Verein kam der Forderung nach einem Kommunikationskonzept und Verhaltenskodex für den Umgang mit sozialen Medien nicht nach, weshalb das EBG die finanzielle Unterstützung einstellte. Die von #NetzCourage eingereichten Beschwerden gegen die Berichterstattung zum Thema von 20 Minuten und Tages-Anzeiger wurden vom Schweizer Presserat abgewiesen.

## Publikationen
- Jolanda Spiess-Hegglin: Meistgeklickt. Limmat Verlag, Zürich 2024, ISBN 978-3-03926-083-6.